# 裕華國貨

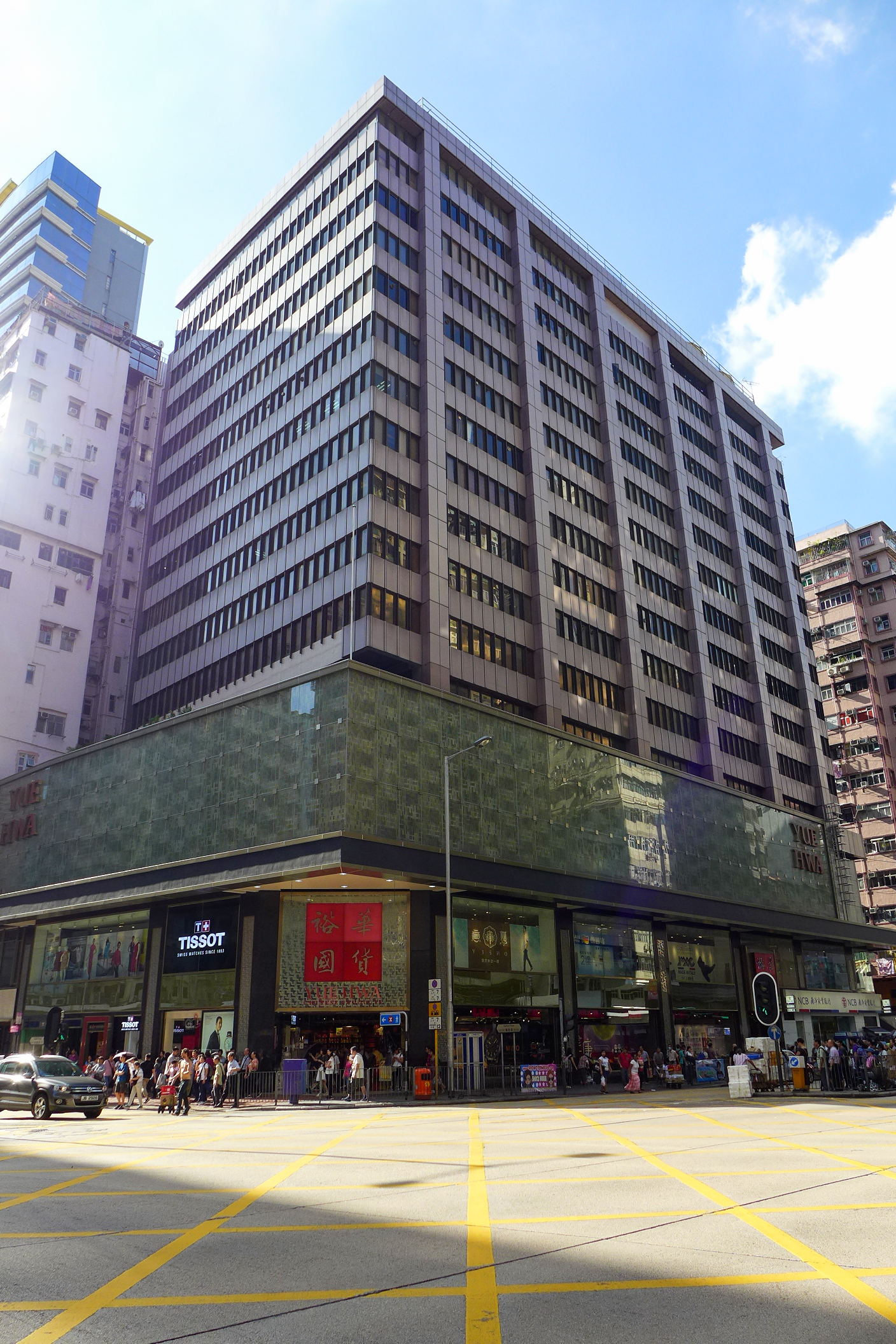
佐敦總店

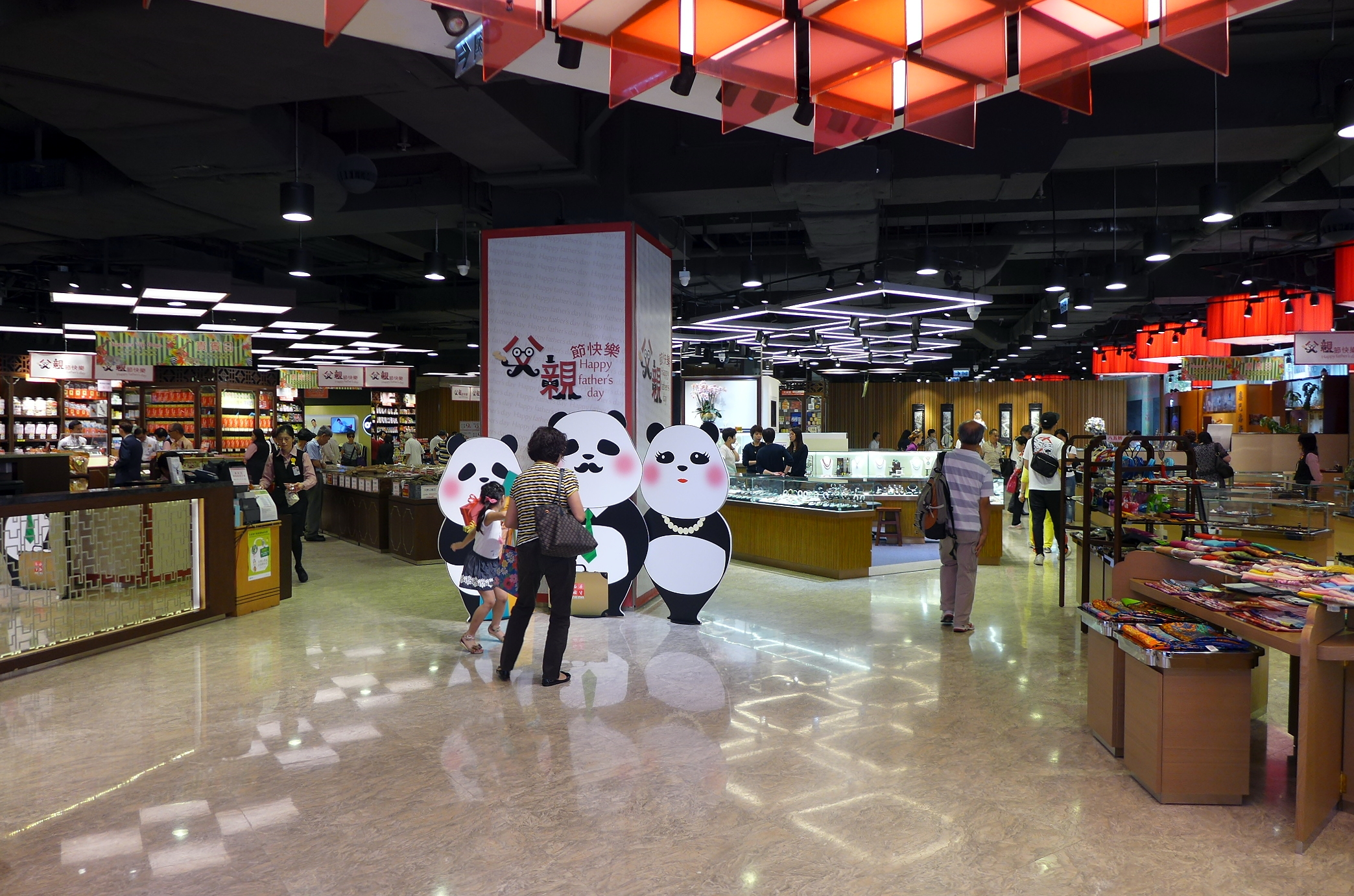
佐敦總店內貌

裕華國產百貨有限公司（英語：Yue Hwa Chinese Products Emporium Limited，簡稱裕華國貨），是香港的一家專營中國產品的公司。發展至今，裕華國貨已由成立初期的一間小型百貨店，逐漸擴展為今天具有相當規模的零售集團，除了經營百貨店，裕華國貨集團全資附屬的中華藥坊有限公司負責管理本港十多間中成藥專門店、保健坊之外，還在海內外擁有自置物業及多項業務經營。

## 簡介

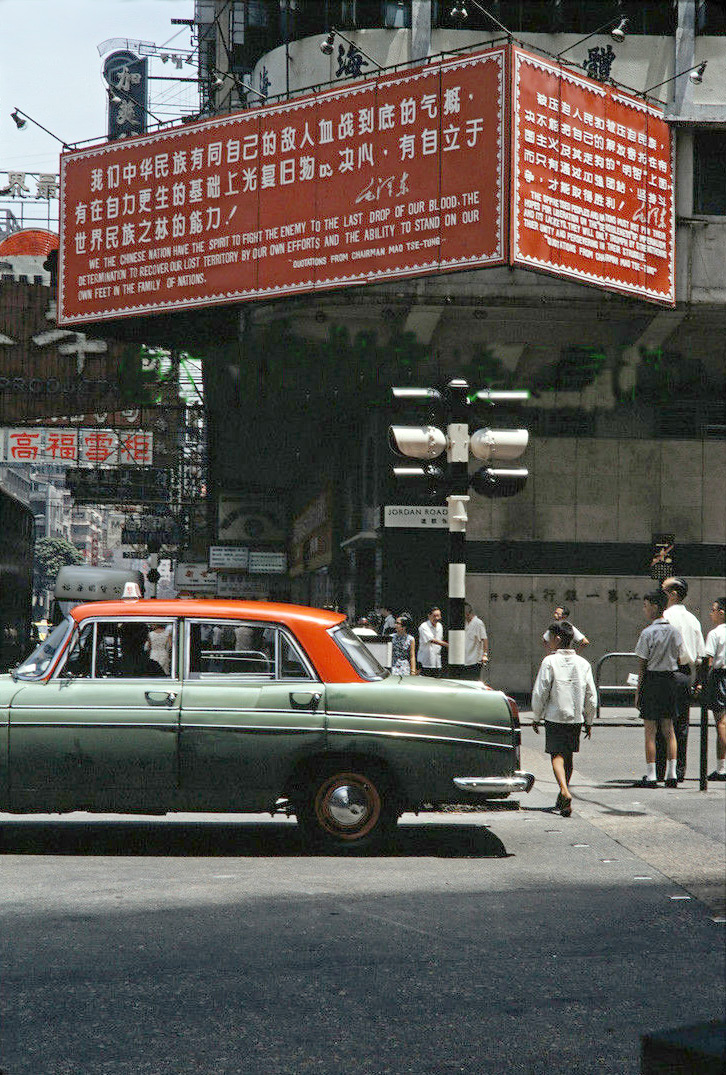
1960年代華豐大廈裕華國貨公司前址

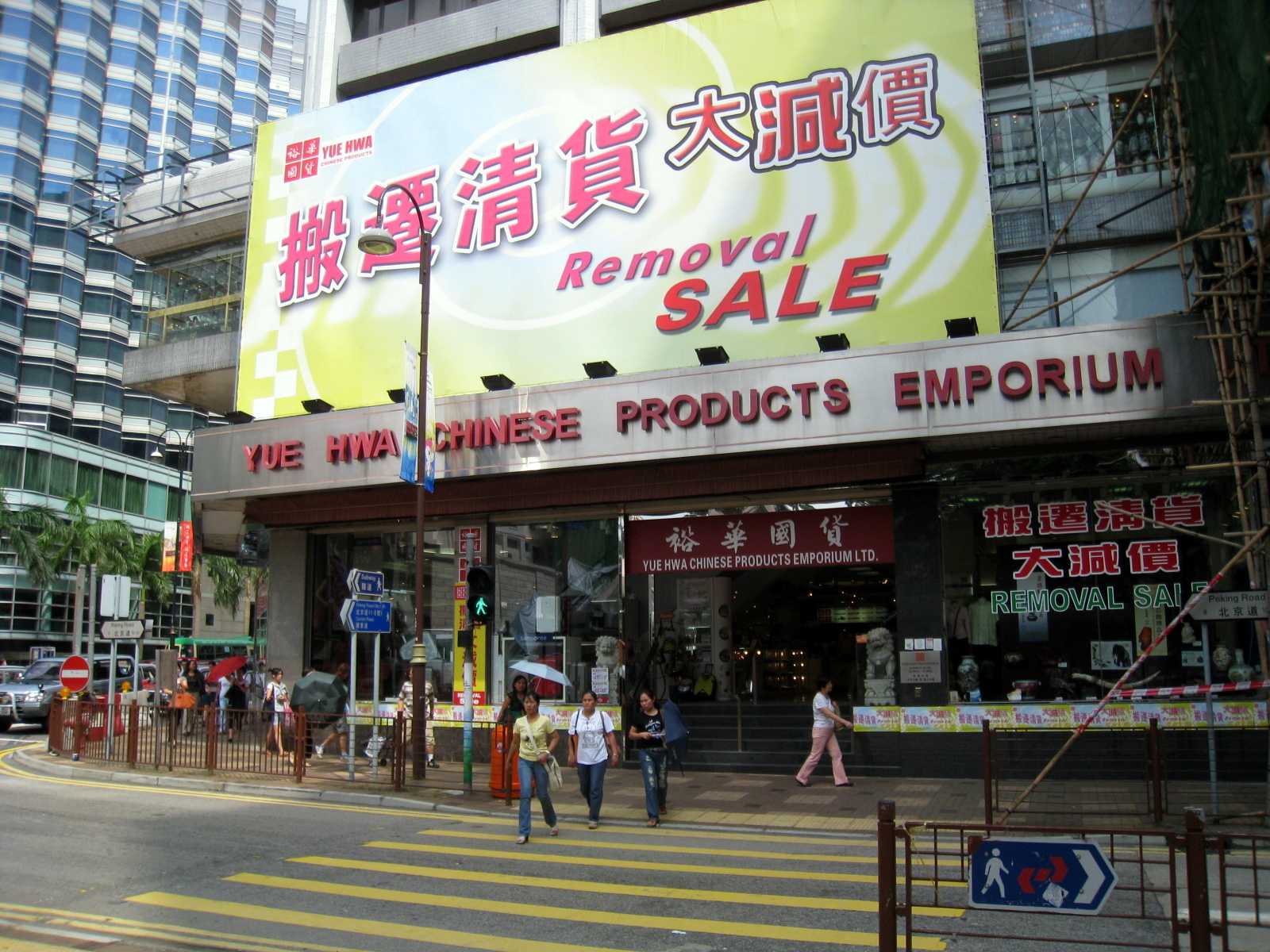
結業前的尖沙咀北京道分店

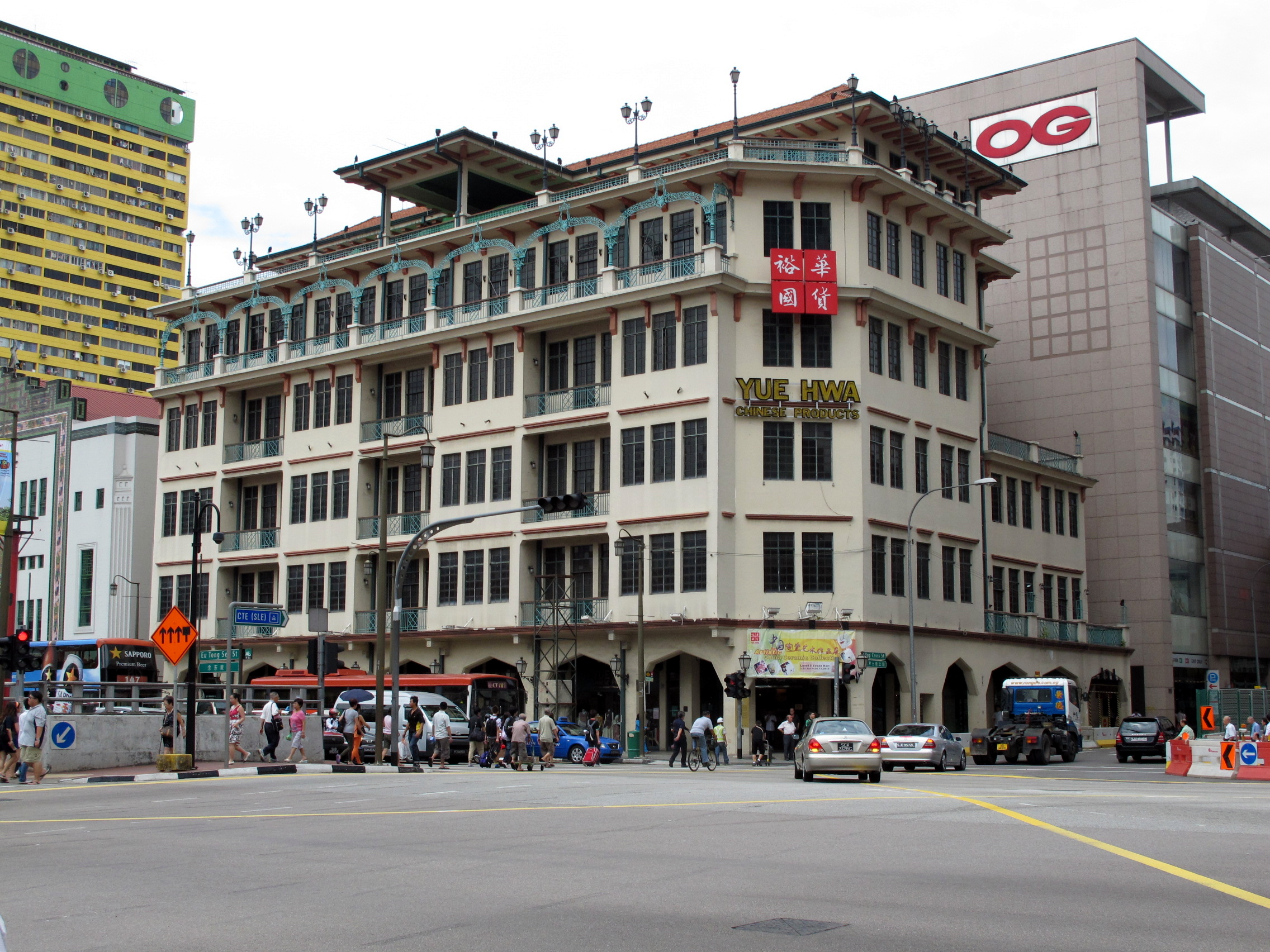
新加坡總店

裕華國貨成立於1959年，在香港及新加坡均設有大型百貨公司，除了百貨公司業務，還經營中成藥連鎖店，分店遍佈港島（已結業）、九龍及新界。 
裕華國貨經營的商品種類繁多，包括食品、藥材、成藥、男女服裝、華服、工藝品、首飾、床被巾襪、絲綢、內衣、皮鞋、旅行用品、電器、醫療器材、傢俱、文具、體育用品及樂器等。裕華國貨售賣傳統的中國產品包括英雄牌墨水筆及墨水、中華牌鉛筆、大地牌汗衣及學生皮鞋、長白山人蔘、西藏冬蟲夏草、國酒身香茅台等。
裕華國貨經常舉辦各種商品文化展覽和推廣活動，不斷引入和推介中國各地及外國特色名優產品，繼續延續「國貨公司」的獨特性。以往舉辦過的文化展覽和推廣活動包括有四川節、雲南節、江西有機/綠色食品展、台灣美食節、印尼節、東南亞食品節、國際瓷畫展、石灣陶瓷古藏展、典雅傢俱展等等。
裕華國貨總店也設有「茶藝廳」，供顧客試茶，讓顧客感受中國傳統茶文化。總店內還有介紹各種中國藝術的「文化廊」，宣傳推廣各省市優質產品及文化。
現任董事長為余國春，董事總經理為余鵬春。董事局成員包括余國春、余鵬春、余小春、余在春、余偉傑、李潤基、黃憲懿及游鐵成。

## 香港

### 總店
總店位於香港九龍佐敦彌敦道與佐敦道交界，坐落港鐵佐敦站上面，商場共佔七層。另外裕華國貨在港島、九龍及新界也開設了十多間中成藥專門店、裕華保健坊。位於柏麗購物大道的分店曾經於2010年至2013年改變經營模式為裕華旅遊天地「TRAVEL ESSENTIALS」。已結業的分店包括尖沙咀北京道九龍公園徑1號、彌敦道栢麗大道、美麗都大廈、中環協成行中心、炮台山新時代廣場以及九龍灣德福廣場等。

### 分店
- 樂富（橫頭磡）樂富廣場
- 秀茂坪秀茂坪商場
- 藍田德田邨
- 慈雲山慈雲山中心
- 荃灣川龍街
- 大埔大明里
- 天水圍T Town
- 屯門啟發徑
- 元朗壽富街

## 新加坡
新加坡裕華國貨總店位於牛車水，鄰近唐人街，另有裕廊坊（Jurong Point）以及十里廣場（Junction 10）店。
2011年，裕華國貨更開始設立網上購物，為世界各地的顧客提供更為便捷的購物體驗。

## 裕華之歌
1980年代，裕華國貨曾邀請著名作曲家顧嘉煇譜曲，以及著名填詞人黃霑為曲調填上公司宗旨「裕華國貨，服務大家」八字，成為《裕華之歌》。

## 外部連結
- 裕華國貨官方網址（页面存档备份，存于）
  - 裕華國貨網店網址 （页面存档备份，存于）
- 新加坡裕華國貨（页面存档备份，存于）